# Remmi Palemó
Quint Remmi Palemó (en llatí: Quintus Remmius Palaemon) va ser un gramàtic romà que va viure en els regnats dels emperadors Tiberi, Calígula i Claudi.
Va néixer a Vicentia al nord d'Itàlia i era originalment un esclau que va rebre la manumissió i va ser autoritzat a obrir una escola a Roma, on es va convertir en el més famós gramàtic del seu temps i va obtenir gran nombre de pupils, encara que les seves virtuts morals eren poc recomanables, i tant Tiberi com Claudi deien que no hi haurien confiat mai l'educació dels joves. Suetoni en parla, i també Juvenal dues vegades. Un escoli de Juvenal diu que va ser mestre de Quintilià.